# Orchestia aestuarensis
Espèce
Orchestia aestuarensis est une espèce estuarienne de crustacés aquatiques amphipodes, détritivores.

## Taxonomie
Cette espèce a d'abord été considérée comme une variété de Ochestia mediterranea Costa, 1853 (dont la pigmentation du tergite diffère), avant d'être considérée par Wildish en 1987 (sur la base de certains critères morphologiques) comme une espèce à part entière.
La distribution de ces deux espèces est en outre différente : Orchestia aestuarensis n'est présente que dans le haut des estuaires, alors que Orchestia mediterranea est plus ubiquiste (d'après une étude faite sur l'estuaire de Medway publiée en 1970 par Wildish).

## Habitat
Cette espèce vit dans les parties amont des estuaires de l'Atlantique nord-ouest (du Canada à l'Europe). On la trouve sur les zones de vases ou de sable où elle se nourrit sur la nécromasse végétale ou animale, participant ainsi au recyclage de la matière organique des laisses de mer ou déposées par les fleuves sur les rives des estuaires après les crues.

## Description
Ochestia mediterranea a une carapace comprimée latéralement.

## Biologie
Des formes intersexuées (mâle présentant des indices de féminisation ou femelles présentant des indices de masculinisation) ont été trouvées. Ces formes auraient pu être induites par des perturbateurs endocriniens mais il semble qu'ici elle soient induites par un parasite des organes reproducteurs des Orchestia.

## Étymologie
Son nom spécifique, composé de aestuar et du suffixe latin -ensis, « qui vit dans, qui habite », lui a été donné en référence à son habitat, les estuaires.

## Publication originale
- Wildish, 1987 : Estuarine species of Orchestia (Crustacea: Amphipoda: Talitroidea) from Britain. Journal of the Marine Biological Association of the United Kingdom, vol. 67, n. 3, pp. 571–583.